# Хлорпропан
Пропилхлорид или 1-хлорпропан (C3H7Cl) — органическое соединение, представитель галогеналканов. Изомер 2-хлорпропана.

## Физические свойства
Бесцветная легковоспламеняющаяся жидкость с запахом напоминающим хлороформ. Легколетуч, давление пара при 20°C - 373 гПа. В отличие от многих хлоралканов, легче воды, плотность 0.89 г/мл.
Плохо растворим в воде. Растворяется в этиловом спирте, диэтиловом эфире, ацетоне.

## Получение
Получается вместе с 2-хлорпропаном при хлорировании пропана. Соотношение продуктов зависит от температуры.
Действием хлористого тионила на пропанол-1 при катализе ДМФА:
Действием хлорида фосфора (III) или хлорида фосфора(V) на пропанол-1 при катализе хлоридом цинка.

## Химические свойства
1-хлорпропан может выступать как алкилирующий агент. Вступает в реакцию Фриделя-Крафтса. При взаимодействии с магнием образует реактив Гриньяра.
При действии на 1-хлорпропан хлорида алюминия он изомеризуется в 2-хлорпропан.:
{\displaystyle {\ce {CH3-CH2-CH2Cl <=>[{\ce {AlCl3}}] CH3-CH(Cl)-CH3}}}

## Безопасность
Опасен при проглатывании и вдыхании, проникает сквозь кожу. Поражает центральную нервную систему. При попадании в глаза и на кожу вызывает проходящее раздражение.
Взрывоопасен в смеси с воздухом. КПВ в 2,6-11,1%.